# Víctor Narro Valero
Víctor Narro Valero (Palma, 27 de maig de 1999) és un futbolista mallorquí que juga com a davanter al Club Gimnàstic de Tarragona de la Primera Federació.

## Trajectòria
Va començar a jugar al futbol a les categories inferiors del RCD Mallorca i la SD La Salle abans d'unir-se al futbol base del Vila-real CF a gener del 2017. El 14 de juliol de 2018, després de finalitzar la seva formació, va ser assignat per jugar una temporada amb el CD Roda a la Tercera Divisió.
El seu debut amb el Roda va ser el 4 d'octubre de 2018 com a titular en un partit que van guanyar 2-1 contra el Paterna CF encara que el seu primer gol el va marcar el 25 de novembre obrint el marcador pel seu equip en un partit que va acabar 2-2 contra l'Oriola CF. La temporada la va finalitzar amb 35 partits jugats i 3 gols. Al tornar a Vila-real va ser assignat a l'equip C a la mateixa Tercera Divisió.
La temporada 2020-21 la va jugar al filial a l'antiga Segona Divisió B per deixar el club el 31 de juliol de 2021. Tres dies després es va oficialitzar la seva incorporació al filial del Reial Valladolid, amb un contracte per una temporada a la Primera Federació.
Va debutar amb el Valladolid el 13 de novembre de 2021 entrant com a substitut a la segona part per Álvaro Aguado. El partit el van guanyar 3-0 davant el CF Fuenlabrada a la Segona Divisió. Va tenir minuts a més partits de lliga i a la Copa del Rei, però el club va decidir no ampliar el seu contracte.
El 24 de juny de 2022 es va anunciar el seu fitxatge pel RC Deportivo de la Coruña fins 2024. Els seus primers mesos va participar en quinze partits i el 31 de gener de 2023 va ser cedit al Club Esportiu Atlètic Balears fins a la fi de la temporada. Al finalitzar la mateixa temporada, va tornar a La Corunya per firmar un acord amb la directiva per rescindir el seu contracte l'11 d'agost. Tres dies després va firmar contracte amb el CD Lugo.
El 3 de juliol de 2024 va fitxar pel Gimnàstic de Tarragona amb un contracte vàlid per dues temporades. La temporada 2024-25 va tenir una actuació destacada amb l'equip, contribuint a arribar a la final del play-off d'ascens a Segona Divisió contra la Reial Societat B.